# Phalota obscura
Phalota obscura là một loài bọ cánh cứng trong họ Cerambycidae.